# Villa hyalinipennis
Villa hyalinipennis är en tvåvingeart som först beskrevs av Blanchard 1852.  Villa hyalinipennis ingår i släktet Villa och familjen svävflugor. Inga underarter finns listade i Catalogue of Life.